# Spondylodese

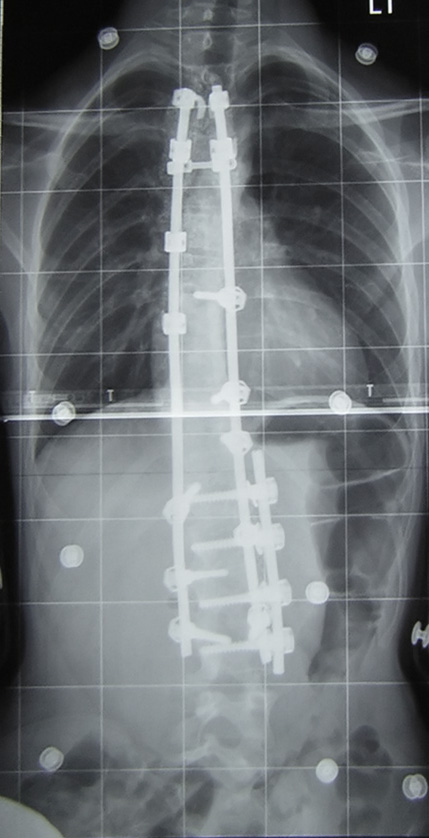

Spondylodese is een operatie en een toestand, namelijk die waarbij twee of meer rugwervels vast aan elkaar worden verbonden, zonder bewegingsmogelijkheid. 
De operatie kan worden uitgevoerd bij rugklachten zoals rughernia of ernstige rugpijn door artrose, of bij vergroeiingen van de wervelkolom, of als wervels ten opzichte van elkaar zijn gaan verschuiven (spondylolyse, spondylolisthesis).
De fixatie vindt meestal plaats door middel van osteosynthesemateriaal, al dan niet met behulp van botweefsel dat vaak geoogst wordt uit het darmbeen (os ilium)